# ソウルズ・アライク
| 専門評論家によるレビュー | 専門評論家によるレビュー |
| 総スコア                 | 総スコア                 |
| 出典                     | 評価                     |
| ------------------------ | ------------------------ |
| Metacritic               | (72/100)                 |
| レビュー・スコア         |                          |
| 出典                     | 評価                     |
| オールミュージック       | [ 2 ]                    |
| ビルボード               | (positive)               |
| シカゴ・トリビューン     | (mixed)                  |
| The Music Box            | [ 4 ]                    |
| musicOMH                 | [ 1 ] [ 5 ]              |
| ペースト                 | (6/10)                   |
| ピープル                 | [ 7 ]                    |
| ローリング・ストーン     | [ 8 ]                    |
| Uncut                    | [ 9 ]                    |
| URB                      | [ 1 ]                    |
| USAトゥデイ              | [ 10 ]                   |

『ソウルズ・アライク』（原題：Souls Alike）は2005年にリリースされたボニー・レイットの15枚目のアルバム。 

## トラックリスト
1. 「アイ・ウィル・ナット・ビー・ブローケン - I Will Not Be Broken」（ゴードン・ケネディ、ウェイン・カークパトリック、トミー・シムズ）– 3:41
2. 「ゴッド・ワズ・イン・ザ・ウォーター - God Was in the Water」（ランドール・ブラムレット、デイビス・コージー）– 5:17
3. 「ラヴ・オン・ワン・コンディション - Love on One Condition」（ジョン・クリアリー）– 3:43
4. 「ソー・クローズ - So Close」（トニー・アラタ、ジョージ・マリネリ、ピート・ウェイズナー）– 3:22
5. 「トリンケッツ - Trinkets」（エモリー・ジョセフ）– 5:02
6. 「クルークド・クラウン - Crooked Crown」（デヴィッド・バトー、マイア・シャープ）– 3:49
7. 「アンネセサリリー・マーシナリー - Unnecessarily Mercenary」（ジョン・クリアリー）– 3:51
8. 「アイ・ドント・ウォント・エニシング・トゥ・チェンジ - I Don't Want Anything to Change」（ステファニー・チャップマン、リズ・ローズ、マイア・シャープ）– 4:29
9. 「ディープ・ウォーター - Deep Water」（ジョン・ケイペク、マーク・ジョーダン）– 3:58
10. 「トゥー・ライツ・イン・ザ・ナイトタイム - Tow Ligthts in the Nighttime」（リー・クレイトン、パット・マクラフリン）– 4:22
11. 「ザ・ベッド・アイ・メイド」（デヴィッド・バトー、マイア・シャープ）– 4:59

## パーソネル
- ボニー・レイット – リードボーカル、 スライドギター 、 アコースティックギター （8）
- ジョージ・マリネリ – エレクトリックギター 、アコースティックギター、バッキングボーカル（4、10）
- デヴィッド・バトー – シンセギター（6）
- ジョン・クリアリー – アコースティックピアノ 、 ハモンドB3オルガン 、 Wurlitzerオルガン 、 リズムギター （3）、バッキングボーカル（3、4、7、9）
- ミッチェル・フルーム – ミニムーグ （1）、追加のアコースティックピアノ（2）、 ローズ・ピアノ （2）、 dolceola （4）、追加のWurlitzerオルガン（6）、追加のバリトンサックス（6）、追加のHammond B3オルガン（8）、追加のオーケストレーション（ 9）
- ジョン・ケイプク – アコースティックピアノ（9）、弦（9）、ベース（9）、ドラムループ（9）、パーカッション（9）
- ジェームス・”ハッチ”・ハチンソン – ベースギター （1-8、10、11）
- リッキー・ファター – ドラムス 、 パーカッション
- マイア・シャープ – バッキングボーカル（1、2、6）、 バリトンサックス （6）、 テナーサックス （11）
- アーノルド・マッカラー – バッキングボーカル（1、5、7、9）
- スイートピー・アトキンソン – バッキングボーカル（5、7）

## プロダクション
- プロデューサー – ボニー・レイット
- 共同プロデューサー、レコーディング、ミキシング – チャド・ブレイク
- 追加の録音とミキシング – ケビン・ディーン
- アシスタントエンジニア - デビッド・ブーシェ、ライア・ンドアダン、マイケル・ロドリゲス、スコット・ワイリー
- Gateway Mastering（メイン州ポートランド）でボブ・ラドウィックがマスター。
- プロジェクトコーディネーター – キャシー・ケイン
- アートディレクション、デザイン、背景写真 – ノーマン・ムーア
- 写真 – サム・ジョーンズ
- スタイリスト – ケイト・リンゼイ
- メイクアップ - ジョアンナ・シュリップ
- マネージメント – アニー・ヘラー＝ガトウィリヒとクロエ・モナハン

## チャート
アルバム - ビルボード （北米） 
| 年     | チャート      | ポジション |
| ------ | ------------- | ---------- |
| 2005年 | ビルボード200 | 19         |

シングル -ビルボード（北米） 
| 年     | シングル                                   | チャート                 | ポジション |
| ------ | ------------------------------------------ | ------------------------ | ---------- |
| 2005年 | 「アイ・ウィル・ナット・ビー・ブローケン」 | アダルトコンテンポラリー | 27         |